# Sokolove, Novomoskovsk
Sokolove (în ucraineană Соколове) este un sat în comuna Pișceanka din raionul Novomoskovsk, regiunea Dnipropetrovsk, Ucraina.

## Demografie
Componența lingvistică a localității Sokolove
     Ucraineană (95,69%)
     Rusă (4,06%)
Conform recensământului din 2001, majoritatea populației localității Sokolove era vorbitoare de ucraineană (95,69%), existând în minoritate și vorbitori de rusă (4,06%).